# تسوية المنازعات بين الدولة والمستثمر
تسوية المنازعات بين الدولة والمستثمر (بالإنجليزية: Investor-state dispute settlement، واختصارًا: ISDS) أو نظام محكمة الاستثمار هو نظام يُمكّن المستثمرين من مقاضاة الدول القومية على الممارسات التمييزية المزعومة. يُعد النظام صكاً من صكوك القانون الدولي العام، وتَرِد البنود في عدد من معاهدات الاستثمار الثنائية، وفي معاهدات تجارية دولية معينة، مثل اتفاقية التجارة الحرة لأمريكا الشمالية (نافتا) (الفصل 11)، والاتفاقيات المقترحة بشأن الشراكة العابرة للمحيط الهادئ (الفصل 9) واتفاقية الاقتصاد والتجارة الشاملة (المادتان 3و 4). يوجد نظام التسوية أيضاً في اتفاقيات الاستثمار الدولية مثل معاهدة ميثاق الطاقة. فإذا استثمر مستثمرٌ من بلد ما (الدولة الأم) في بلد آخر (الدولة المضيفة)، ووافقت كلتا الدولتين على نظام تسوية المنازعات، وانتهكت الدولة المضيفة الحقوق الممنوحة للمستثمر بموجب المعاهدة؛ يجوز عندئذٍ للمستثمر أن يعرض المسألة على هيئة التحكيم.
بالرغم من كون نظام تسوية المنازعات مرتبطاً بالتحكيم الدولي في أغلب الأحيان بموجب قواعد المركز الدولي لتسوية المنازعات الاستشارية التابع للبنك الدولي؛ فإنه كثيراً ما يتم تحت رعاية هيئات التحكيم الدولية التي تنظمها قواعد أو مؤسسات مختلفة، مثل محكمة لندن للتحكيم الدولي، وغرفة التجارة الدولية، ومركز هونغ كونغ للتحكيم الدولي، أو قواعد تحكيم الأونسيترال (لجنة الأمم المتحدة للقانون التجاري الدولي).

## حماية الاستثمار الأجنبي

### التطور التاريخي
بموجب القانون الدولي العرفي؛ يحق للدولة إبراء الضرر الذي لحق بأمتها من قِبل الدولة المضيفة عن طريق ممارسة الحماية الدبلوماسية، وهو ما قد يشمل الرد بالمثل و/أو الانتقام. وبالإضافة إلى الحماية الدبلوماسية وتجنب اللجوء إلى الوسائل القهرية؛ يمكن للدول أن تنشئ لجان وهيئات تحكيم مخصصة للفصل في المطالبات المتعلقة بمعاملة الرعايا الأجانب وممتلكاتهم من قبل الدولة المضيفة «تسوية المنازعات بين دولة ودولة». ومن الأمثلة البارزة على هذه الممارسة؛ لجان معاهدات جاي، ومحكمة المطالبات الدولية الإيرانية- الأمريكية، ولجنة المطالبات الأمريكية- المكسيكية. مع ذلك؛ اقتصرت هذه المعاهدات على معاملة المستثمرين الأجانب خلال الفترة الماضية، في حين أن نظام التسوية الحديث يسمح للمستثمرين بتقديم مطالبات ضد الدول بصفة عامة وعلى أساسٍ مُرتقَب.

### الممارسة الحديثة
حالياً؛ تكفل الحماية القانونية للاستثمار الأجنبي المباشر بموجب القانون الدولي العام؛ شبكة تضم أكثر من 2750 معاهدة استثمار ثنائية، ومعاهدات استثمار متعددة الأطراف، وأبرزها معاهدة ميثاق الطاقة وعدد من اتفاقيات التجارة الحرة مثل اتفاقية النافتا التي تحتوي فصلاً عن حماية الاستثمار. وُقّعت معظم هذه المعاهدات من قبل الدول في أواخر الثمانينيات وأوائل التسعينيات، قبل بدء الانفجار الحالي لمطالبات المستثمرين بموجب المعاهدات في أواخر التسعينيات.
توفر معظم هذه البنود القانونية للمستثمرين الأجانب؛ حماية قانونية موضوعية (بما في ذلك الحق في «المعاملة العادلة والمنصفة»، و«الحماية والأمن الكاملين»، و«حرية نقل الوسائل»، والحق في عدم المصادرة بصورة مباشرة أو غير مباشرة دون الحصول على تعويض كامل)، وإمكانية الوصول إلى نظام تسوية المنازعات بين الدولة والمستثمر من أجل الانتصاف ضد الدول المضيفة بسبب انتهاكات هذه الحماية. وقد صيغت بعض هذه المعايير بعبارات مبهمة، مع منح المُحكّمين سلطة تقديرية واسعة في تفسيرها وتطبيقها. بلغ العدد الإجمالي للحالات المعروفة أكثر من 500 حالة في عام 2012. انتُهي من 244 منها، إذ تقرر ما يقارب 42% منها لصالح الدولة المضيفة ونحو 31% لصالح المستثمر. وسُوّيت نحو 27% من القضايا خارج المحكمة.

يتضمن الفصل الحادي عشر من اتفاقية التجارة الحرة لأمريكا الشمالية (نافتا) بندًا خاصًا بالعلاقة ما بين الدولة والمستثمر.

يُلاحظ أن المستثمرين الأجانب هم القادرون فقط على مقاضاة الدول بموجب معاهدات الاستثمار، ويرجع ذلك لِكون الدول هي الأطراف في المعاهدة، ولاعتبارها المسؤولة عن التعويض عن الإخلال بالمعاهدة. في المقابل؛ لا يحق للدول تقديم مطالبة أصلية ضد مستثمر أجنبي بموجب هذه المعاهدات، وذلك لأن المستثمرين ليسوا أطرافاً في المعاهدة وبالتالي لا يمكن أن ينتهكوها. على هذا؛ فإن القرار لصالح الدولة يعني أن الدولة لم تأمر بدفع تعويض، وليس أنها تلقت أي تعويض من المستثمر، رغم أنه من الممكن دفع التكاليف من قِبل المستثمر. في نظام تسوية المنازعات؛ لا تستطيع الدولة الفوز على غرار المستثمر الأجنبي، وإن رغبت في مقاضاته؛ فيتم ذلك من خلال محاكمها المحلية، من دون الحاجة إلى معاهدة.
لا يمكن لنظام تسوية المنازعات بين الدولة والمستثمر أن يلغي القوانين المحلية (على عكس منظمة التجارة العالمية) التي تنتهك الاتفاقات التجارية،, لكن يمكنه منح تعويضات نقدية للمستثمرين المتضررين من هذه القوانين. وفقاً لمكتب الممثل التجاري للولايات المتحدة، فإن نظام تسوية المنازعات يتطلب انتهاكات محددة للمعاهدات، ولا يسمح للشركات بالمقاضاة على «خسارة الأرباح» فحسب. ومع ذلك، قد يكون من الصعب التنبؤ بحدوث هذه الانتهاكات، وقد يؤدي التهديد بفرض غرامات باهظة إلى إحداث أثر الصقيع الذي يبطل التنظيم أو التشريع في المصلحة العامة (على سبيل المثال، صحة الإنسان وحماية البيئة). وصرّح النُقاد أيضاً أن المعاهدات مكتوبة ليكون أي تشريع يتسبب بفقدان الأرباح في حد ذاته انتهاكًا للمعاهدة، ما يجعل الحجة باطلة بكون انتهاكات المعاهدات وحدها هي التي تخضع لنظام تسوية المنازعات.

## النقاشات والنقد

### القدرة التنظيمية
نشأ الكثير من النقاش والنقد فيما يتعلق بتأثير نظام تسوية المنازعات على قدرة الحكومات على تنفيذ الإصلاحات والبرامج التشريعية وبرامج السياسات المتعلقة بالصحة العامة وحماية البيئة وحقوق الإنسان.
يدّعي المعارضون أن مطالبات دولة المستثمر (أو التهديد الذي تشكله)، تعيق قدرة الحكومات المحلية على تمرير تشريع يعالج الشواغل العامة المشروعة بشكل مثالي، مثل الصحة وحماية البيئة وحقوق العمال أو حقوق الإنسان.
يرى مؤيدو نظام تسوية المنازعات أن الحكومات تحتفظ بقدرتها التنظيمية، إذا كانت الاتفاقيات المعنية تنص على السماح بالأنظمة التي تحمي الصحة، البيئة، حقوق العمل وحقوق الإنسان. يتحدى مكتب الممثل التجاري للولايات المتحدة فكرة أن نظام تسوية المنازعات يطعن في «القدرة السيادية للحكومات على فرض أي تدبير ترغب فيه لحماية حقوق العمل أو البيئة أو غيرها من قضايا الرفاه العام». وتعكس نقابة المحامين الدولية هذه المشاعر، مشيرة إلى أنه «في حين أن معاهدات الاستثمار تحد من قدرة الدول على فرض معاملة تعسفية أو تمييزية، فإنها لا تحد من (وفي الواقع تحمي بصراحة) حق الدولة السيادي في التنظيم بما يحقق المصلحة العامة بطريقة عادلة ومعقولة وغير تمييزية». ويلاحظ البيت الأبيض أن حماية الاستثمار تشكل عنصراً من أكثر من 3000 اتفاقية تجارية، الغالبية العظمى منها لديها شكل من أشكال التحكيم المحايد. تُعد الولايات المتحدة طرفاً في 50 اتفاقية من هذا النوع على الأقل، ولم تواجه سوى 13 قضية من قضايا نظام تسوية المنازعات ولم تفقد قضيةً قط.
يعتقد معهد بيترسون للاقتصاد الدولي أن أحكام نظام تسوية المنازعات ضرورية، لأنها تعمل على تعزيز الاستثمار: «ظهرت الأدلة التجريبية أن المعاهدات، بما فيها هذه الأحكام، لها تأثير إيجابي على تدفقات الاستثمار الأجنبي المباشر بين البلدان الموقَّعة». يتحدى معهد بيترسون الادعاء القائل بأن «المُحكّمين يفتقرون إلى النزاهة»، مشيراً إلى أن المحكمين يؤدون القَسم بعدالة وأنهم يُختارون من قبل طرفيْ القضية.
في مقال رأي نُشر في فبراير 2016 ضد الشراكة عبر المحيط الهادئ؛ استخدمت عضو مجلس الشيوخ، السيناتور إليزابيث وارن مثال لشركة فرنسية ترفع دعوى ضد مصر لرفعها الحد الأدنى للأجور كحجة ضد أحكام نظام تسوية المنازعات وفقاً لشرط الشراكة عبر المحيط الهادئ. طعنت هيئة تحرير صحيفة واشنطن بوست هذا الوصف للقضية، مشيرة إلى أن شركة فيوليا الفرنسية لإدارة النفايات، استشهدت بنظام تسوية المنازعات لتنفيذ عقد مع حكومة مدينة الإسكندرية بمصر، وتقول أنه يلزم التعويض إذا زادت التكاليف؛ وتؤكد الشركة على أن الزيادات في الأجور أدت إلى هذا الحكم. وعلى سبيل المصادفة، كانت فيوليا تعمل مع الإسكندرية على مشروع مدعوم من البنك الدولي للحد من غازات المسببة لظاهرة الاحتباس الحراري، وليس تآمراً مشتركاً لاستغلال الناس. وتبقى القضية قائمة، التي من شأنها على الأكثر أن تسفر عن منح نقدية لفيوليا، وليس الإطاحة بالحد الأدنى للأجور.

### الشفافية
يزعم معارضو نظام تسوية المنازعات أن عمليات التحكيم تتم سراً أحياناً بواسطة محامين تجاريين لا يتمتعون بالضمانات النموذجية لاستقلال القضاء وعدالة الإجراءات، ولا يكسبون دخلاً إلا إذا رُفعت قضية وأدرّت عوائد، ولا يخضعون للمساءلة أمام العامة أو يُطلب منهم مراعاة قواعد القانون الدستوري والدولي الأوسع نطاقاً لحقوق الإنسان. يوافق معهد بيترسون للاقتصاد الدولي على أن «السرية قد تجاوزت الحد» في العديد من حالات نظام تسوية المنازعات، ولكنه يلاحظ أن اتفاقيات مثل الشراكة عبر المحيط الهادئ ضمنت قدراً أكبر من الشفافية في نظام التسوية. ويشير مؤيدو النظام إلى أن السرية سمة معيارية في جميع أشكال التحكيم؛ تتيح جواً واقعياً، بنّاءً وغيرَ مسيّسٍ لتسوية المنازعات. من ناحية أخرى، تقتصر هذه السرية التقليدية على المنازعات التي تؤثر على الأطراف المعنية وليس على عامة الجمهور. كذلك، معظم قرارات المركز الدولي لتسوية المنازعات الاستشارية، وإن كانت سرية، تُنشر فعلياً بموافقة الطرفين. غير أن العديد من القرارات الصادرة بموجب قواعد تحكيم أخرى ليست علنية، وفي حالة التحكيم بين المستثمرين في غرفة التجارة الدولية، هناك شرط للسرية الشاملة لجميع جوانب القضية.
يُشار كذلك إلى أن القضاة لا يُنتخبون في معظم البلدان خارج الولايات المتحدة، إذ لا تُعتبر «مساءلة القضاة العامة» من معايير القانون الدولي. وعلى أي حال، يُقال أن مؤهلات محكمين نظام التسوية تضاهي أو تتجاوز مؤهلات معظم قضاة المحاكم. رداً على ذلك، يوضح النقاد أن أي قاض، سواء كان محلياً أو دولياً، ويشكل جزءاً من نظام قانوني لا يظهر أنه منحاز أو غير موثوق به، لديه حق استقلال أكبر من حق المحكم لأنه بمنأى عن تضارب المصالح الذي ينشأ عندما يعمل المحكمون كمحامين جانباً، وتُعيّن القضايا بطريقة موضوعية وليس حسب تقدير الطرف المتنازع أو المسؤول التنفيذي. يُعين المحكمين من قبل كلا الطرفين المتنازعين، ما قد يُنشئ تضارب المصالح عند كلا الطرفين.

## المحاكم
يمكن لمنازعات الاستثمار أن تنشأ من قبل الشركات والأشخاص الطبيعيين، وفي جميع الحالات تقريباً، تتألف محاكم الاستثمار من ثلاثة محكمين (ما لم يتفق الطرفان على خلاف ذلك). كما هو الحال في معظم عمليات التحكيم؛ يُعين مُحكم من قبل المستثمر، وآخر من قبل الدولة، والثالث فيُختار عادةً بالاتفاق بين الطرفين أو محكميهما أو من قبل سلطة التعيين، تبعاً للقواعد الإجرائية المنطبقة على النزاع. وإن لم يتفق الطرفان؛ تُسند هذه السلطة عادةً إلى المسؤولين التنفيذيين في البنك الدولي أو المكتب الدولي لمحكمة التحكيم الدائمة أو غرفة تجارية خاصة.

## التوقعات المحتملة للنظام
تعرض نظام التسوية لقدر أكبر من الاهتمام العام والنقد، بعد أن زادت مطالبات المستثمرين بنظام التسوية زيادةً حادة بدءاً من أواخر التسعينيات. كان هذا واضحاً بالنسبة لمطالبات اتفاقية النافتا ضد الولايات المتحدة في أواخر التسعينيات، وبالنسبة لألمانيا في أعقاب مطالبات فاتنفال (Vattenfall) في أواخر العقد الأول من القرن الحادي والعشرين، وكذلك بالنسبة لأستراليا في عام 2011، عندما واجهت مطالبة فيليب موريس.
في عام 2011، أعلنت الحكومة الأسترالية أنها ستوقف الممارسات التي تسعى لإدراج أحكام تسوية المنازعات بين الدولة والمستثمر في الاتفاقات التجارية مع البلدان النامية.